# Liste der denkmalgeschützten Objekte im Okres Česká Lípa
Grundlage dieser Liste der denkmalgeschützten Objekte im Okres Česká Lípa ist die ÚSKP-Liste (tschechisch Ústřední seznam kulturních památek České republiky ‚Zentrale Liste der Kulturdenkmäler der Tschechischen Republik‘), die von der tschechischen Denkmalschutzbehörde NPÚ (tschechisch Národní památkový ústav ‚Nationale Denkmalbehörde‘) seit 1987 geführt wird und an die seit dem Jahre 1850 geschaffenen Listen anschließt.
Die folgenden Angaben ersetzen nicht die rechtsverbindliche Auskunft der Denkmalbehörde.
Die denkmalgeschützten Objekte werden hier für die einzelnen Gemeinden im Okres Česká Lípa aufgelistet. Außerdem gibt es separate Listen für folgende Orte:
- Liste der denkmalgeschützten Objekte in Česká Lípa
- Liste der denkmalgeschützten Objekte in Blíževedly
- Liste der denkmalgeschützten Objekte in Cvikov
- Liste der denkmalgeschützten Objekte in Doksy
- Liste der denkmalgeschützten Objekte in Dubá
- Liste der denkmalgeschützten Objekte in Holany
- Liste der denkmalgeschützten Objekte in Horní Police
- Liste der denkmalgeschützten Objekte in Jestřebí u České Lípy
- Liste der denkmalgeschützten Objekte in Kamenický Šenov
- Liste der denkmalgeschützten Objekte in Kravaře v Čechách
- Liste der denkmalgeschützten Objekte in Mimoň
- Liste der denkmalgeschützten Objekte in Nový Bor
- Liste der denkmalgeschützten Objekte in Skalka u Doks
- Liste der denkmalgeschützten Objekte in Sloup v Čechách
- Liste der denkmalgeschützten Objekte in Tuhaň u Dubé
- Liste der denkmalgeschützten Objekte in Velenice u Zákup
- Liste der denkmalgeschützten Objekte in Zahrádky u České Lípy
- Liste der denkmalgeschützten Objekte in Zákupy
- Liste der denkmalgeschützten Objekte in Žandov
- Liste der denkmalgeschützten Objekte in Ždírec v Podbezdězí

## Bezděz(Schloßbösig)
| Lage                                               | Objekt                           | Beschreibung                                                                                | ÚSKP-Nr.                  | Bild           |
| -------------------------------------------------- | -------------------------------- | ------------------------------------------------------------------------------------------- | ------------------------- | -------------- |
| Bezděz 1 (Standort)                                | Alte Schule                      | altes Schulgebäude in der Nähe der Kirche – jetzt das Informationszentrum des Dorfes Bezděz | 54668/5-4764 Info Katalog | Alte Schule    |
| Bezděz 3 (Standort)                                | Pfarrhaus                        | ehem. Pfarrhaus, neben der Kirche, jetzt Schlossverwaltung                                  | 27717/5-4763 Info Katalog | weitere Bilder |
| Bezděz, auf dem Berg nördlich des Ortes (Standort) | Hrad Bezděz                      | Burg Bezděz (Burgruine Bösig) – ehem. gotische Höhenburg                                    | 11771/5-2821 Info Katalog | weitere Bilder |
| Bezděz (Standort)                                  | Ägidiuskirche (Kostel sv. Jiljí) | Pfarrkirche St. Ägidius                                                                     | 36876/5-2822 Info Katalog | weitere Bilder |

## Blatce(Großblatzen)
| Lage                                      | Objekt                                                                               | Beschreibung | ÚSKP-Nr.                  | Bild              |
| ----------------------------------------- | ------------------------------------------------------------------------------------ | --- | ------------------------- | ----------------- |
| Blatce 12 (Standort)                      | Bauernhaus Nr. 12                                                                    | Bauerngehöft | 25726/5-2824 Info Katalog | Bauernhaus Nr. 12 |
| Blatce 19 (Standort)                      | Bauernhaus Nr. 19                                                                    | Bauerngehöft | 46218/5-2823 Info Katalog | Bauernhaus Nr. 19 |
| Beškov 1 (Beschkaben) (Standort)          | Bauernhaus Nr. 1                                                                     | Bauerngehöft | 15397/5-2825 Info Katalog | Bauernhaus Nr. 1  |
| Beškov 15 (Standort)                      | Bauernhaus Nr. 15                                                                    | Bauerngehöft | 27645/5-2826 Info Katalog | Bauernhaus Nr. 15 |
| Blatečky 4 (Kleinblatzen) (Standort)      | Bauernhaus Nr. 4                                                                     | Bauerngehöft | 25054/5-2827 Info Katalog | Bauernhaus Nr. 4  |
| Blatečky 13 (Standort)                    | Bauernhaus Nr. 13                                                                    | ländliches Umgebindehaus in Blatečky im Katastergebiet Tubož (Dubus), Teil der Gehöftanlage ist ein separater denkmalgeschützter Keller | 40489/5-2828 Info Katalog | Bauernhaus Nr. 13 |
| Horní Houska 1 (Standort)                 | Hrad Houska                                                                          | Burg Houska | 40979/5-2829 Info Katalog | weitere Bilder    |
| Houska (Hauska) (Standort)                | zerstörte Kirche der Heiligen Dreifaltigkeit (Zřícenina kostela Nejsvětější Trojice) | Reste der Kirche, die zwischen 1600 und 1830 in der Nähe der Burg Houska stand                                                          | 34523/5-2830 Info Katalog | weitere Bilder    |
| Houska (Standort)                         | Statue der hl. Ludmilla (Socha sv. Ludmily)                                          | Barocke Sandsteinstatue in der Nähe des Eingangs zur Burg Houska, die im Zusammenhang mit dem Gedenken an seine Gründung steht          | 37641/5-2831 Info Katalog | weitere Bilder    |
| Horní Houska 14 (Ober Hauska) (Standort)  | Bauernhaus Nr. 14                                                                    | Bauerngehöft | 27786/5-2834 Info Katalog | Bauernhaus Nr. 14 |
| Horní Houska 25 (Standort)                | Bauernhaus Nr. 25                                                                    | Bauerngehöft | 11203/5-5740 Info Katalog | Bauernhaus Nr. 25 |
| Dolní Houska 35 (Standort)                | Bauernhaus Nr. 35                                                                    | Bauerngehöft | 30394/5-2832 Info Katalog | Bauernhaus Nr. 35 |
| Dolní Houska 39 (Unter Hauska) (Standort) | Bauernhaus Nr. 39                                                                    | kleines landwirtschaftliches Anwesen | 24450/5-2833 Info Katalog | BW                |
| Konrádov 9 (Konradsthal) (Standort)       | Bauernhaus Nr. 9                                                                     | Bauerngehöft | 41157/5-2837 Info Katalog | Bauernhaus Nr. 9  |
| Konrádov 14 (Standort)                    | Bauernhaus Nr. 14                                                                    | Bauerngehöft | 18654/5-2838 Info Katalog | Bauernhaus Nr. 14 |
| Konrádov (Standort)                       | Kapelle in Konrádov                                                                  | klassizistische Nischenkapelle, vermutlich aus der Mitte des 19. Jahrhunderts                                                           | 15838/5-2835 Info Katalog | weitere Bilder    |
| Konrádov (Standort)                       | Glockenturm                                                                          | Glockenturm aus gegabeltem, grob bearbeitetem Baumstamm, bedeckt mit einem Blechdach                                                    | 36285/5-2836 Info Katalog | weitere Bilder    |
| Tubož 7 (Dubus) (Standort)                | Bauernhaus Nr. 7                                                                     | Bauerngehöft | 22048/5-2839 Info Katalog | Bauernhaus Nr. 7  |

## Bohatice(Voitsdorf)
| Lage                                                                 | Objekt                                          | Beschreibung                                                              | ÚSKP-Nr.                  | Bild                        |
| -------------------------------------------------------------------- | ----------------------------------------------- | ------------------------------------------------------------------------- | ------------------------- | --------------------------- |
| Bohatice, an der Hauptstraße am östlichen Ende des Dorfes (Standort) | Kapelle                                         | Nischenkapelle                                                            | 32986/5-2849 Info Katalog | Kapelle                     |
| Bohatice čp. 1 (Standort)                                            | Bauernhaus                                      | Ehem. Erbgericht                                                          | 23038/5-2851 Info Katalog | Bauernhaus                  |
| Bohatice, Hauptstraße bei Nr. 27 (Standort)                          | Statue der Maria Immaculata                     | Säule mit Marienstatue                                                    | 31262/5-2852 Info Katalog | Statue der Maria Immaculata |
| Bohatice, bei der Kreuzung am Friedhof (Standort)                    | Statue des hl. Antonius von Padua               | Antoniusstatue, seit 2003 nur noch der Sockel.                            | 27800/5-2853 Info Katalog | BW                          |
| Bohatice (Standort)                                                  | Wasserspeicher zwischen Bohatice und Pertoltice | Wasserwerk Bohatice mit Quelle und Rohrleitung bei Pertoltice pod Ralskem | 105522 Info Katalog       | weitere Bilder              |

## Brniště(Brims)
| Lage                                     | Objekt                                   | Beschreibung                                           | ÚSKP-Nr.                  | Bild              |
| ---------------------------------------- | ---------------------------------------- | ------------------------------------------------------ | ------------------------- | ----------------- |
| Brniště (Standort)                       | Nikolauskirche (Kostel svatého Mikuláše) | barocke Kirche des hl. Nikolaus                        | 31102/5-2858 Info Katalog | weitere Bilder    |
| Brniště 3 (Standort)                     | Bauernhaus Nr. 3                         | Bauerngehöft                                           | 32426/5-2860 Info Katalog | weitere Bilder    |
| Brniště 12 (Standort)                    | Wohnhaus Nr. 12                          | Wohnhaus                                               | 41862/5-2864 Info Katalog | Wohnhaus Nr. 12   |
| Brniště 70 (Standort)                    | Bauernhaus Nr. 70                        | Bauerngehöft                                           | 40216/5-2863 Info Katalog | Bauernhaus Nr. 70 |
| Brniště 73 (Standort)                    | Bauernhaus Nr. 73                        | Bauerngehöft, das Gebäude ist nach Einsturz abgerissen | 32993/5-2862 Info Katalog | BW                |
| Jáchymov 14 (Standort)                   | Bauernhaus Nr. 14                        | Bauerngehöft                                           | 19490/5-2861 Info Katalog | weitere Bilder    |
| Luhov 10 (Standort)                      | Bauernhaus Nr. 10                        | Bauerngehöft                                           | 29464/5-3099 Info Katalog | weitere Bilder    |
| Luhov 19 (Standort)                      | Bauernhaus Nr. 19                        | Bauerngehöft                                           | 35412/5-3098 Info Katalog | weitere Bilder    |
| Velký Grunov 20 (Groß Grünau) (Standort) | Bauernhaus Nr. 20                        | Bauerngehöft                                           | 33917/5-3373 Info Katalog | weitere Bilder    |
| Velký Grunov (Standort)                  | Marienkapelle                            | gemauerte Kapelle                                      | 18958/5-3372 Info Katalog | weitere Bilder    |

## Chlum u Dubé(Klum)
| Lage                                | Objekt                                            | Beschreibung                        | ÚSKP-Nr.                  | Bild              |
| ----------------------------------- | ------------------------------------------------- | ----------------------------------- | ------------------------- | ----------------- |
| Chlum 10 (Standort)                 | Bauernhaus Nr. 10                                 | Bauerngehöft                        | 29738/5-2991 Info Katalog | weitere Bilder    |
| Chlum (Standort)                    | Kirche des hl. Georg (Kostel svatého Jiří)        | Pfarrkirche des hl. Georg           | 20434/5-2987 Info Katalog | weitere Bilder    |
| Chlum, am Friedhof (Standort)       | Bildstock                                         | Bildstock                           | 35266/5-2989 Info Katalog | weitere Bilder    |
| Chlum 15 (Standort)                 | Bauernhaus Nr. 15                                 | Bauerngehöft                        | 36947/5-2992 Info Katalog | Bauernhaus Nr. 15 |
| Chlum 47 (Standort)                 | Bauernhaus Nr. 47                                 | Bauerngehöft                        | 38250/5-2994 Info Katalog | weitere Bilder    |
| Chlum 48 (Standort)                 | Bauernhaus Nr. 48                                 | Bauerngehöft                        | 20883/5-2995 Info Katalog | weitere Bilder    |
| Chlum 56 (Standort)                 | Bauernhaus Nr. 56                                 | Bauerngehöft                        | 54591/5-2993 Info Katalog | Bauernhaus Nr. 56 |
| Chlum 111 (Standort)                | Bauernhaus Nr. 111                                | Bauerngehöft                        | 33712/5-2990 Info Katalog | weitere Bilder    |
| Drchlava (Dürchel) (Standort)       | Kirche des hl. Nikolaus (Kostel svatého Mikuláše) | Nikolauskirche, Einfriedung und Tor | 100917 Info Katalog       | weitere Bilder    |
| Drchlava, bei der Kirche (Standort) | Grabmal                                           | Grabmal Wenzel Köhler               | 15032/5-2900 Info Katalog | BW                |
| Drchlava 1 (Standort)               | Bauernhaus Nr. 1                                  | Bauerngehöft                        | 54579/5-2901 Info Katalog | Bauernhaus Nr. 1  |
| Drchlava 3 (Standort)               | Wirtshaus                                         | Wirtshaus                           | 13138/5-2902 Info Katalog | Wirtshaus         |
| Drchlava 4 (Standort)               | Bauernhaus Nr. 4                                  | Bauerngehöft                        | 30479/5-2903 Info Katalog | Bauernhaus Nr. 4  |
| Hradiště 4 (Radisch) (Standort)     | Bauernhaus Nr. 4                                  | Bauerngehöft                        | 43787/5-2899 Info Katalog | BW                |

## Chotovice(Kottowitz)
| Lage                 | Objekt                                                   | Beschreibung              | ÚSKP-Nr.                  | Bild           |
| -------------------- | -------------------------------------------------------- | ------------------------- | ------------------------- | -------------- |
| Chotovice (Standort) | Kapelle Mariä Heimsuchung (Kaple Navštívení Panny Marie) | Kapelle Mariä Heimsuchung | 18995/5-2996 Info Katalog | weitere Bilder |

## Dubnice(Hennersdorf)
| Lage                   | Objekt                                            | Beschreibung             | ÚSKP-Nr.                  | Bild           |
| ---------------------- | ------------------------------------------------- | ------------------------ | ------------------------- | -------------- |
| Dubnice (Standort)     | Kirche Mariä Geburt (Kostel Narození Panny Marie) | Pfarrkirche Mariä Geburt | 24601/5-2935 Info Katalog | weitere Bilder |
| Dubnice 145 (Standort) | Bauernhaus Nr. 145                                | Bauerngehöft             | 28914/5-2936 Info Katalog | weitere Bilder |
| Dubnice 190 (Standort) | Bauernhaus Nr. 190                                | Bauerngehöft             | 20905/5-2938 Info Katalog | weitere Bilder |

## Hamr na Jezeře(Hammer am See)
| Lage                                                         | Objekt                                  | Beschreibung | ÚSKP-Nr.                  | Bild           |
| ------------------------------------------------------------ | --------------------------------------- | --- | ------------------------- | -------------- |
| Hamr na Jezeře, Děvínská 21 (Standort)                       | Schloss Hammer (Zámeček Hamr na Jezeře) | Schlösschen, verbunden mit der Rückseite des Gemeindeamtes | 25956/5-2944 Info Katalog | weitere Bilder |
| Hamr na Jezeře (Standort)                                    | Burg Děvín (Hrad Děvín)                 | Burgruine Děvín | 20346/5-2940 Info Katalog | weitere Bilder |
| Hamr na Jezeře, Školní 5 (Standort)                          | Papierfabrik                            | barocke Papierfabrik aus dem 17. Jahrhundert | 42191/5-2946 Info Katalog | weitere Bilder |
| Hamr na Jezeře, Bergkuppe an der Liberecer Straße (Standort) | Marienkapelle                           | Renovierte Kapelle am Kreuzberg (Kalvarienberg, 354 m), oberhalb der Bushaltestelle | 25504/5-2942 Info Katalog | weitere Bilder |
| Hamr na Jezeře (Standort)                                    | Pietà-Skulpturengruppe                  | frühbarocke Skulpturengruppe, die 2010 in den Park vor dem Amtsgebäude verlegt wurde, 2013 wurde der Kopf der Statue beschädigt und repariert | 54585/5-2943 Info Katalog | weitere Bilder |
| Hamr na Jezeře (Standort)                                    | Nepomukstatue                           | Statue des hl. Johannes von Nepomuk an der Bushaltestelle | 54583/5-2939 Info Katalog | weitere Bilder |
| Břevniště 30 (Merzdorf) (Standort)                           | Bauernhaus Nr. 30                       | Holzhaus eines Bauerngehöfts | 46733/5-2866 Info Katalog | weitere Bilder |
| Útěchovice 7 (Audishorn) (Standort)                          | Landwirtschaftlicher Hof                | Landwirtschaftlicher Hof, Überreste eines Hofes, der als Denkmal geführt wird. Im 20. Jahrhundert verfiel der Hof und die Gebäude stürzten ein. Heute steht an der Stelle des Hauptgebäudes ein Neubau und auf dem ursprünglichen Hof gibt es keine Denkmäler mehr. | 54587/5-2947 Info Katalog | weitere Bilder |

## Horní Libchava(Oberliebich)
| Lage                                                                    | Objekt                                      | Beschreibung | ÚSKP-Nr.                  | Bild           |
| ----------------------------------------------------------------------- | ------------------------------------------- | --- | ------------------------- | -------------- |
| Horní Libchava (Standort)                                               | Jakobuskirche (Kostel svatého Jakuba)       | Barockkirche St. Jakubus aus den 1730er Jahren, nach einem Brand Anfang des 19. Jahrhunderts umgebaut. Die Kirche ist von einem Friedhof umgeben, der von einer Mauer mit einem Tor begrenzt wird, auf dem Areal eine Statue des hl. Johannes von Nepomuk. | 35274/5-2971 Info Katalog | weitere Bilder |
| Horní Libchava 62 (Standort)                                            | Pfarrhaus                                   | zweigeschossiger Backsteinbau neben der Kirche, charakteristischer Bau eines barocken Pfarrhauses, umgebaut 1748–1754 durch den Großprior des Malteserordens Wenzel Joachim Čejka von Olbramovice, dessen Wappen sich über dem Eingangsportal befindet. | 28538/5-2973 Info Katalog | weitere Bilder |
| Horní Libchava, an der Kreuzung im Dorfzentrum (Standort)               | Mariensäule                                 | Säule mit der Marienstatue, erstmals erwähnt 1835 in der Liste der Statuen der Pfarrei Horní Libchava, aufgestellt vermutlich um 1701, Autor unbekannt. | 13873/5-2974 Info Katalog | weitere Bilder |
| Horní Libchava 1, am südöstlichen Dorfende (Standort)                   | Schloss Horní Lichava (Zámek Horní Lichava) | Renaissance-Schloss Horní Lichava, entstanden im 16. Jahrhundert aus einem Gutshof unterhalb der Burgruine Klinštejn im Dorf Libchava. Bei dessen Rekonstruktion entstand 1574 ein prächtiges Renaissanceschloss, in dessen Architektur man noch das Aussehen der ehemaligen Festung ablesen kann. | 31057/5-2970 Info Katalog | weitere Bilder |
| Horní Libchava, auf dem Berg Vinný vrch, südöstlich vom Dorf (Standort) | Burg Klinštejn (Hrad Klinštejn)             | Burgruine Klinštejn, Reste einer nicht mehr existierenden Burg auf dem Vinný vrch. Alle oberirdischen Spuren der ehem. Burganlage wurden beim Bau einer romantischen Gloriette (1856), eines Pavillons (1889) und seiner Zufahrtsstraßen zerstört. Auf dem Hügel gibt es nur noch Überreste der Gründungsteile dieser modernen Gebäude, es handelt sich also nicht um das Mauerwerk der ursprünglichen Burg. Archäologische Funde und schriftliche Hinweise auf die ursprüngliche Wehranlage belegen seine Existenz zwischen den 1340er und 1370er Jahren (letzte schriftliche Erwähnung 1375). | 38178/5-2972 Info Katalog | weitere Bilder |

## Krompach(Krombach)
| Lage                    | Objekt                                                                | Beschreibung                                     | ÚSKP-Nr.                  | Bild           |
| ----------------------- | --------------------------------------------------------------------- | ------------------------------------------------ | ------------------------- | -------------- |
| Krompach (Standort)     | Kirche der hl. Vierzehn Nothelfer (Kostel Čtrnácti svatých pomocníků) | Kirche der hl. Vierzehn Nothelfer                | 104517 Info Katalog       | weitere Bilder |
| Krompach 47 (Standort)  | Schloss Krompach                                                      | Schloss Krompach, heute Teil des Internatscampus | 36926/5-3078 Info Katalog | weitere Bilder |
| Krompach 62 (Standort)  | Bauernhaus Nr. 62                                                     | Bauerngehöft, nicht mehr vorhanden               | 54599/5-3076 Info Katalog | BW             |
| Krompach 126 (Standort) | Bauernhaus Nr. 126                                                    | Bauerngehöft                                     | 24146/5-3075 Info Katalog | weitere Bilder |

## Kunratice u Cvikova(Kunnersdorf)
| Lage                                                             | Objekt                                                              | Beschreibung                                      | ÚSKP-Nr.                  | Bild           |
| ---------------------------------------------------------------- | ------------------------------------------------------------------- | ------------------------------------------------- | ------------------------- | -------------- |
| Kunratice u Cvikova, 1 km jižně od Kunratic u Cvikova (Standort) | Totenfels (Skála smrti)                                             | Totenfels, verziertes Relief                      | 11471/5-5785 Info Katalog | weitere Bilder |
| Kunratice u Cvikova (Standort)                                   | Kirche der Erhöhung des hl. Kreuzes (Kostel Povýšení svatého Kříže) | dreischiffige Kirche der Erhöhung des hl. Kreuzes | 23207/5-3080 Info Katalog | weitere Bilder |
| Kunratice u Cvikova (Standort)                                   | Nepomuksäule                                                        | Säule des hl. Johannes von Nepomuk                | 40561/5-3081 Info Katalog | Nepomuksäule   |

## Kvítkov(Quitkau)
| Lage                                                                          | Objekt                                | Beschreibung | ÚSKP-Nr.                  | Bild                   |
| ----------------------------------------------------------------------------- | ------------------------------------- | --- | ------------------------- | ---------------------- |
| Kvítkov (Standort)                                                            | Burg Kvítkov (Hrádek Kvítkov)         | Burg Kvítkov, Reste einer Burg auf einem Privatgrundstück am Ortsrand von Kvítkov                                         | 22776/5-3083 Info Katalog | weitere Bilder         |
| Kvítkov (Standort)                                                            | Jakobuskirche (Kostel svatého Jakuba) | Pfarrkirche des hl. Jakobus                                                                                               | 31748/5-3082 Info Katalog | weitere Bilder         |
| Kvítkov (Standort)                                                            | Statue der hl. Barbara                | Steinstatue auf den Feldern oberhalb von Kvítkov                                                                          | 45996/5-3084 Info Katalog | Statue der hl. Barbara |
| Kvítkov, im Wald über dem Peklo-Tal in der Nähe eines Schornsteins (Standort) | Burg bei Kvítkov (Hrad u Kvítkova)    | Reste der Burgruine bei Kvítkov, hügelige befestigte Siedlung, archäologische Spuren, auch als Wüstes Schloss bezeichnet. | 15983/5-3412 Info Katalog | weitere Bilder         |

## Luka(Luken)
| Lage                     | Objekt            | Beschreibung | ÚSKP-Nr.                  | Bild              |
| ------------------------ | ----------------- | --- | ------------------------- | ----------------- |
| Luka 1 (Standort)        | Bauernhaus Nr. 1  | Bauerngehöft an der Nordostseite des Dorfplatzes: Wohnhaus und Scheune. Das Haus befindet sich auf einem dreieckigen Grundstück, an dessen Nordostseite sich eine gemauerte Scheune befindet. | 104321 Info Katalog       | Bauernhaus Nr. 1  |
| Luka 4 (Standort)        | Bauernhaus Nr. 4  | Ein zweistöckiges Umgebindehaus mit hölzernem Sockel, langer Vorhalle und einem Giebel mit kunstvoll gestalteter Schieferwand sowie einer Scheune und einem gemauerten Anbau, aus der ersten Hälfte des 19. Jahrhunderts, im zentralen Teil des Dorfes. | 11423/5-5776 Info Katalog | Bauernhaus Nr. 4  |
| Luka 5 (Standort)        | Bauernhaus Nr. 5  | Bauerngehöft mit Scheune, zweigeschossiges Holzhaus mit einem Giebel mit kunstvoll montierten Latten und einem Satteldach, stammt aus der ersten Hälfte des 19. Jahrhunderts. Ein Teil des Gehöfts ist auch eine gemauerte Scheune, die senkrecht mit dem Haus verbunden ist. | 10405/5-5507 Info Katalog | Bauernhaus Nr. 5  |
| Luka 14 (Standort)       | Bauernhaus Nr. 14 | Bauerngehöft, gegr. vor 1770, das zweistöckiges Holzhaus vom ersten Drittel des 19. Jahrhunderts. Das Erscheinungsbild des Hauses wurde durch Umbauten ab Ende des 20. Jahrhunderts beeinträchtigt. Die für hiesige Großgehöfte typische Konstruktionsweise und Anordnung ist noch erkennbar. | 10411/5-5508 Info Katalog | Bauernhaus Nr. 14 |
| Luka 15 (Standort)       | Bauernhaus Nr. 15 | Bauerngehöft, vom Ende des 18. Jahrhunderts. Zweistöckiges Holzhaus mit Scheune aus der ersten Hälfte des 19. Jahrhunderts, giebelseitig auf Holzsockel, ein neueres Blockhaus mit Sonnenmotiv von 1926. Klassizistischer Anbau eines Hopfentrockners, Die Zerstörung des Holzteils führte 2013 zur Aberkennung des Denkmalschutzes. Der Denkmalschutz für das Wohnhaus endete am 5. Februar 2018. | 10412/5-5509 Info Katalog | BW                |
| Luka 24 (Standort)       | Bauernhaus Nr. 24 | Bauerngehöft, im nördlichen Teil des Dorfes aus der Mitte des 19. Jahrhunderts. Es handelt sich um einen zweigeschossiges Holzhaus mit einem gemauerten Mittelteil, einer zurückgesetzten Veranda und einem jüngeren Blockhaus, vermutlich aus den 1920er Jahren. | 10406/5-5510 Info Katalog | Bauernhaus Nr. 24 |
| Luka 28 (Standort)       | Bauernhaus Nr. 28 | Bauerngehöft aus der zweiten Hälfte des 18. Jahrhunderts, im nördlichen Teil des Dorfes auf einer Felsterrasse. Es besteht aus einem zweistöckigen Holzhaus mit kunstvoll geschnitztem Vorbau, einem gemauerten Sandsteinspeicher und einer Scheune. | 11338/5-5768 Info Katalog | Bauernhaus Nr. 28 |
| Luka 39 (Standort)       | Bauernhaus Nr. 39 | Bauerngehöft, zweistöckige Backsteinhaus aus dem frühen 19. Jahrhundert, trotz der zeitgenössischen Veränderungen ein wichtiger Bestandteil des historischen Ortsbildes. | 10407/5-5511 Info Katalog | Bauernhaus Nr. 39 |
| Týn 1 (Thein) (Standort) | Bauernhof Nr. 1   | Das landwirtschaftliche Anwesen besteht aus einem einstöckigen Wohnhaus, einem zweistöckigen gemauerten Getreidespeicher, zwei kleineren Wirtschaftsgebäuden und einer Umfassungsmauer mit Toren und Pforten. Der Kern des Areals ist spätmittelalterlich, das heutige Erscheinungsbild ist durch umfangreiche Umbauten aus dem 19. und 20. Jahrhundert gegeben.                                   | 10794/5-5641 Info Katalog | Bauernhof Nr. 1   |

## Mařenice(Großmergthal)
| Lage                    | Objekt                                               | Beschreibung                        | ÚSKP-Nr.                  | Bild           |
| ----------------------- | ---------------------------------------------------- | ----------------------------------- | ------------------------- | -------------- |
| Mařenice (Standort)     | Mariensäule                                          | Säule mit Marienstatue              | 20536/5-3126 Info Katalog | weitere Bilder |
| Mařenice (Standort)     | Maria-Magdalena-Kirche (Kostel svaté Maří Magdalény) | Pfarrkirche der hl. Maria Magdalena | 46605/5-3124 Info Katalog | weitere Bilder |
| Mařenice 27 (Standort)  | Bauernhaus Nr. 27                                    | Bauerngehöft                        | 20345/5-3129 Info Katalog | weitere Bilder |
| Mařenice 28 (Standort)  | Bauernhaus Nr. 28                                    | Bauerngehöft                        | 41101/5-3130 Info Katalog | weitere Bilder |
| Mařenice 136 (Standort) | Bauernhaus Nr. 136                                   | Bauerngehöft                        | 36632/5-3127 Info Katalog | weitere Bilder |
| Mařenice 150 (Standort) | Bauernhaus Nr. 150                                   | Bauerngehöft                        | 17863/5-3128 Info Katalog | weitere Bilder |

## Noviny pod Ralskem(Neuland am Rollberge)
| Lage                              | Objekt                                  | Beschreibung                                        | ÚSKP-Nr.                  | Bild           |
| --------------------------------- | --------------------------------------- | --------------------------------------------------- | ------------------------- | -------------- |
| Noviny pod Ralskem 12 (Standort)  | Bauernhaus Nr. 12                       | Bauerngehöft                                        | 33755/5-3161 Info Katalog | weitere Bilder |
| Noviny pod Ralskem 42 (Standort)  | Bauernhaus Nr. 42                       | Bauerngehöft                                        | 42254/5-3162 Info Katalog | weitere Bilder |
| Noviny pod Ralskem 46 (Standort)  | Landwirtschaftlicher Hof Nr. 46         | Landwirtschaftlicher Hof                            | 28310/5-3164 Info Katalog | weitere Bilder |
| Noviny pod Ralskem 141 (Standort) | Bauernhaus Nr. 141                      | Bauerngehöft                                        | 46801/5-3163 Info Katalog | weitere Bilder |
| Noviny pod Ralskem (Standort)     | Tunnel von Ploučnice (Průrva Ploučnice) | Wassertunnel und Kanäle mittelalterlichen Ursprungs | 12823/5-5826 Info Katalog | weitere Bilder |

## Nový Oldřichov(Ullrichsthal)
| Lage                                                                | Objekt                              | Beschreibung | ÚSKP-Nr.                  | Bild                                |
| ------------------------------------------------------------------- | ----------------------------------- | --- | ------------------------- | ----------------------------------- |
| Nový Oldřichov (Standort)                                           | Nepomuksäule                        | Statue des hl. Johannes von Nepomuk | 50695/5-5881 Info Katalog | Nepomuksäule                        |
| Mistrovice če. 77, an der Landstraße nach Nový Oldřichov (Standort) | Bauernhaus Nr. 77                   | Bauerngehöft. Zweigeschossiges Backsteinhaus aus dem frühen 19. Jahrhundert. Die Fassade des Hauses ist reich verziert mit Bossen und fächerförmigem Dekor über den Fenstern. Teil des Hauses ist eine Sandsteintreppe mit einem mit Voluten verzierten Geländer. | 25689/5-3187 Info Katalog | weitere Bilder                      |
| Mistrovice Nr. 1 (Meistersdorf) (Standort)                          | Kirche der Erhöhung des hl. Kreuzes | Kirche der Erhöhung des hl. Kreuzes, Filialkirche in der ehemaligen Glassiedlung Mistrovice von 1844, einschiffiger Bau in klassizistischem Stil, Turm an der Westfassade. Die Innenausstattung im historistischen Stil stammt aus der Zeit der Kirchengründung.  | 50966/5-5896 Info Katalog | Kirche der Erhöhung des hl. Kreuzes |

## Okna(Woken b. Hirschberg)
| Lage               | Objekt                   | Beschreibung                   | ÚSKP-Nr.                  | Bild              |
| ------------------ | ------------------------ | ------------------------------ | ------------------------- | ----------------- |
| Okna 16 (Standort) | Bauernhaus Nr. 16        | Bauerngehöft                   | 14177/5-3189 Info Katalog | Bauernhaus Nr. 16 |
| Okna (Standort)    | Kirche Mariä Himmelfahrt | Barockkirche Mariä Himmelfahrt | 26601/5-3188 Info Katalog | weitere Bilder    |

## Okrouhlá(Schaiba)
| Lage                   | Objekt                                                | Beschreibung                                              | ÚSKP-Nr.                  | Bild           |
| ---------------------- | ----------------------------------------------------- | --------------------------------------------------------- | ------------------------- | -------------- |
| Okrouhlá (Standort)    | Marienkapelle                                         | Barocke Marienkapelle                                     | 37906/5-3191 Info Katalog | BW             |
| Okrouhlá 12 (Standort) | Glasmacher-Haus Nr. 12                                | Glasmacher-Wohnhaus                                       | 11299/5-5759 Info Katalog | BW             |
| Okrouhlá 84 (Standort) | Glasmaler-Werkstatt (Vzorkovna malírny okenních skel) | Werkstatt und Ausstellungsraum eines Kirchenfenstermalers | 40033/5-3190 Info Katalog | weitere Bilder |

## Pertoltice pod Ralskem(Barzdorf am Rollberge)
| Lage                              | Objekt                                          | Beschreibung                                                              | ÚSKP-Nr.                  | Bild           |
| --------------------------------- | ----------------------------------------------- | ------------------------------------------------------------------------- | ------------------------- | -------------- |
| Pertoltice pod Ralskem (Standort) | Mariensäule                                     | Säule mit Statue der Maria Immaculata                                     | 14949/5-3151 Info Katalog | weitere Bilder |
| Pertoltice (Standort)             | Wasserspeicher zwischen Bohatice und Pertoltice | Wasserwerk Bohatice mit Quelle und Rohrleitung bei Pertoltice pod Ralskem | 105522 Info Katalog       | weitere Bilder |

## Polevsko(Blottendorf)
| Lage                                    | Objekt                                             | Beschreibung                        | ÚSKP-Nr.                  | Bild           |
| --------------------------------------- | -------------------------------------------------- | ----------------------------------- | ------------------------- | -------------- |
| Polevsko 1 (Standort)                   | Pfarrhaus                                          | ehem. Pfarrhaus                     | 14799/5-3220 Info Katalog | weitere Bilder |
| Polevsko (Standort)                     | Dreifaltigkeitskirche (Kostel Nejsvětější Trojice) | Barockkirche der hl. Dreifaltigkeit | 16876/5-3217 Info Katalog | weitere Bilder |
| Polevsko 14 (Standort)                  | Bauernhaus Nr. 14                                  | Bauerngehöft                        | 17346/5-3218 Info Katalog | weitere Bilder |
| Polevsko 53 (Standort)                  | Bauernhaus Nr. 53                                  | Bauerngehöft                        | 37842/5-3219 Info Katalog | weitere Bilder |
| Polevsko 110 (Standort)                 | Bauernhaus Nr. 110                                 | Bauerngehöft                        | 45977/5-3221 Info Katalog | weitere Bilder |
| Polevsko 175 (Standort)                 | Glashütte Klara (Sklárna Klára)                    | Glashütte Klara                     | 27819/5-4929 Info Katalog | weitere Bilder |
| Polevsko 209, osada Jedličná (Standort) | Bauernhaus Nr. 209                                 | Bauerngehöft                        | 36526/5-3222 Info Katalog | weitere Bilder |

## Provodín(Mickenhan)
| Lage                                       | Objekt            | Beschreibung | ÚSKP-Nr.                  | Bild           |
| ------------------------------------------ | ----------------- | ------------ | ------------------------- | -------------- |
| Provodín 39 (Standort)                     | Einkehrhaus       | Einkehrhaus  | 19986/5-3229 Info Katalog | Einkehrhaus    |
| Srní u České Lípy 4 (Rehdörfel) (Standort) | Bauernhaus Nr. 4  | Bauerngehöft | 34614/5-3287 Info Katalog | weitere Bilder |
| Srní u České Lípy 23 (Standort)            | Bauernhaus Nr. 23 | Bauerngehöft | 38246/5-3288 Info Katalog | weitere Bilder |

## Prysk(Preschkau)
| Lage                           | Objekt                              | Beschreibung                                                                     | ÚSKP-Nr.                  | Bild                                |
| ------------------------------ | ----------------------------------- | -------------------------------------------------------------------------------- | ------------------------- | ----------------------------------- |
| Dolní Prysk - Mlýny (Standort) | Wüstes Schloss (Hrad Pustý zámek)   | Wüstes Schloss (auch Hrad Fredevald genannt), Teil des Naturdenkmals Pustý zámek | 34287/5-3803 Info Katalog | weitere Bilder                      |
| Dolní Prysk če. 4 (Standort)   | Bauernhaus Nr. 4                    | Bauerngehöft (früher Nr. 18)                                                     | 29960/5-3230 Info Katalog | BW                                  |
| Dolní Prysk če. 10 (Standort)  | Bauernhaus Nr. 10                   | Bauerngehöft (früher Nr. 49)                                                     | 17505/5-3231 Info Katalog | Bauernhaus Nr. 10                   |
| Horní Prysk (Standort)         | Peter-Paul-Kirche mit Glockenturm   | Peter-Paul-Kirche mit Glockenturm                                                | 33009/5-3233 Info Katalog | weitere Bilder                      |
| Horní Prysk 55 (Standort)      | Bauernhaus Nr. 55                   | Bauerngehöft                                                                     | 18901/5-3234 Info Katalog | weitere Bilder                      |
| Horní Prysk (Standort)         | Statue des hl. Johannes von Nepomuk | Statue des hl. Johannes von Nepomuk                                              | 78113/5-3232 Info Katalog | Statue des hl. Johannes von Nepomuk |

## Skalice u České Lípy(Langenau)
| Lage                                             | Objekt                                                                           | Beschreibung                               | ÚSKP-Nr.                  | Bild                                                                             |
| ------------------------------------------------ | -------------------------------------------------------------------------------- | ------------------------------------------ | ------------------------- | -------------------------------------------------------------------------------- |
| Skalice u České Lípy 95 (Standort)               | Bauernhaus Nr. 95                                                                | Bauerngehöft                               | 18193/5-3244 Info Katalog | Bauernhaus Nr. 95                                                                |
| Skalice u České Lípy (Standort)                  | Annenkirche (Kostel svaté Anny)                                                  | Annenkirche                                | 35304/5-3237 Info Katalog | weitere Bilder                                                                   |
| Skalice u České Lípy 114 (Standort)              | Pfarrhaus                                                                        | Pfarrhaus                                  | 46387/5-3245 Info Katalog | Pfarrhaus                                                                        |
| Skalice u České Lípy 114 (Standort)              | Skulpturengruppe mit dem hl. Johannes von Nepomuk (Sousoší sv. Jana Nepomuckého) | Nepomuk-Skulpturengruppe vor dem Pfarrhaus | 21280/5-3236 Info Katalog | Skulpturengruppe mit dem hl. Johannes von Nepomuk (Sousoší sv. Jana Nepomuckého) |
| Skalice u České Lípy 198 (Standort)              | Bauernhaus Nr. 198                                                               | Bauerngehöft                               | 44063/5-5381 Info Katalog | Bauernhaus Nr. 198                                                               |
| Skalice u České Lípy 269 (Standort)              | Bauernhaus Nr. 269                                                               | Bauerngehöft                               | 28519/5-3246 Info Katalog | weitere Bilder                                                                   |
| Skalice u České Lípy 284 (Standort)              | Bauernhaus Nr. 284                                                               | Bauerngehöft                               | 28911/5-3239 Info Katalog | weitere Bilder                                                                   |
| Skalice u České Lípy, bei Haus Nr. 20 (Standort) | Kapelle                                                                          | Kapelle aus der Mitte des 18. Jahrhunderts | 20606/5-3243 Info Katalog | Kapelle                                                                          |

## Slunečná(Sonneberg)
| Lage                   | Objekt            | Beschreibung | ÚSKP-Nr.                  | Bild              |
| ---------------------- | ----------------- | ------------ | ------------------------- | ----------------- |
| Slunečná 12 (Standort) | Bauernhaus Nr. 12 | Bauerngehöft | 14603/5-3284 Info Katalog | Bauernhaus Nr. 12 |
| Slunečná 51 (Standort) | Bauernhaus Nr. 51 | Bauerngehöft | 41195/5-3283 Info Katalog | Bauernhaus Nr. 51 |

## Sosnová(Künast)
| Lage                  | Objekt            | Beschreibung                    | ÚSKP-Nr.                  | Bild           |
| --------------------- | ----------------- | ------------------------------- | ------------------------- | -------------- |
| Sosnová 68 (Standort) | Bauernhaus Nr. 68 | Bauerngehöft, genannt Steinhaus | 20347/5-3285 Info Katalog | weitere Bilder |

## Stráž pod Ralskem(Wartenberg am Roll)
| Lage                                                               | Objekt                                             | Beschreibung                                                                                | ÚSKP-Nr.                  | Bild           |
| ------------------------------------------------------------------ | -------------------------------------------------- | ------------------------------------------------------------------------------------------- | ------------------------- | -------------- |
| Stráž pod Ralskem 50 (Standort)                                    | Schloss Vartenberg (Zámek Vartemberk)              | Schloss Vartenberk                                                                          | 41224/5-3296 Info Katalog | weitere Bilder |
| Stráž pod Ralskem, náměstí 5. května (Standort)                    | Mariensäule                                        | Skulpturengruppe mit Mariensäule                                                            | 54248/5-3292 Info Katalog | weitere Bilder |
| Stráž pod Ralskem, náměstí 5. května (Standort)                    | Statue des hl. Valentin                            | Statue des hl. Valentin, im oberen Teil des Marktes                                         | 17636/5-3293 Info Katalog | weitere Bilder |
| Stráž pod Ralskem 144 (Standort)                                   | Kirche des hl. Sigismund (Kostel svatého Zikmunda) | Pfarrkirche des hl. Sigismund                                                               | 19020/5-3295 Info Katalog | weitere Bilder |
| Stráž pod Ralskem, in der Pfarrkirche des hl. Sigismund (Standort) | Kruzifix                                           | Kruzifix, ursprünglich an der Straße nach Luhov, heute in der Pfarrkirche des hl. Sigismund | 54618/5-3298 Info Katalog | weitere Bilder |

## Stružnice(Straußnitz)
| Lage                              | Objekt                                     | Beschreibung | ÚSKP-Nr.                  | Bild           |
| --------------------------------- | ------------------------------------------ | --- | ------------------------- | -------------- |
| Stružnice (Standort)              | Sühnekreuz                                 | Sühnekreuz, im Garten Stružnice Nr. 65                                                                               | 18667/5-3301 Info Katalog | weitere Bilder |
| Bořetín 1 (Tiefendorf) (Standort) | Klosterhof Nr. 1                           | Landwirtschaftlicher Klosterhof                                                                                      | 38721/5-2817 Info Katalog | weitere Bilder |
| Jezvé 1 (Neustadtl) (Standort)    | Pfarrhaus                                  | Pfarrhaus | 24441/5-3310 Info Katalog | weitere Bilder |
| Jezvé (Standort)                  | Laurentiuskirche (Kostel svatého Vavřince) | Pfarrkirche des hl. Laurentius                                                                                       | 18009/5-3302 Info Katalog | weitere Bilder |
| Jezvé 7 (Standort)                | Bauernhaus Nr. 7                           | Bauerngehöft | 15731/5-3309 Info Katalog | weitere Bilder |
| Jezvé 40 (Standort)               | Bürgerhaus Nr. 40                          | Bürgerhaus | 19608/5-3305 Info Katalog | weitere Bilder |
| Jezvé 50 (Standort)               | Wohnhaus Nr. 50                            | Wohnhaus | 19095/5-3311 Info Katalog | weitere Bilder |
| Jezvé 113 (Standort)              | Bürgerhaus Nr. 113                         | Bürgerhaus | 23404/5-3306 Info Katalog | weitere Bilder |
| Jezvé 124 (Standort)              | Bauernhaus Nr. 124                         | Bauerngehöft, die denkmalwerten Elemente des Gebäudes wurden durch unsachgemäße Rekonstruktion vollständig zerstört. | 28005/5-3308 Info Katalog | BW             |

## Stvolínky(Drum)
| Lage                 | Objekt                                     | Beschreibung                                                    | ÚSKP-Nr.                  | Bild                                |
| -------------------- | ------------------------------------------ | --------------------------------------------------------------- | ------------------------- | ----------------------------------- |
| Stvolínky (Standort) | Allerheiligenkirche (Kostel Všech svatých) | Allerheiligenkirche                                             | 16242/5-3312 Info Katalog | weitere Bilder                      |
| Stvolínky (Standort) | Friedhofskapelle des hl. Justin            | Friedhofskapelle                                                | 26790/5-3314 Info Katalog | weitere Bilder                      |
| Stvolínky (Standort) | Schloss Stvolínky (Zámek Stvolínky)        | Schloss Stvolínky                                               | 46622/5-3313 Info Katalog | weitere Bilder                      |
| Stvolínky (Standort) | Statue des hl. Antonius                    | Statue des hl. Antonius, nur noch der Sockel                    | 26016/5-3319 Info Katalog | BW                                  |
| Stvolínky (Standort) | Statue des hl. Johannes von Nepomuk        | Statue des hl. Johannes von Nepomuk                             | 25199/5-3318 Info Katalog | Statue des hl. Johannes von Nepomuk |
| Stvolínky (Standort) | Brücke                                     | Straßenbrücke (es ist unklar, um welche Brücke es sich handelt) | 54622/5-3316 Info Katalog | weitere Bilder                      |

## Svébořice (Schwabitz)
| Lage                                | Objekt                 | Beschreibung                               | ÚSKP-Nr.                  | Bild           |
| ----------------------------------- | ---------------------- | ------------------------------------------ | ------------------------- | -------------- |
| Svébořice, OT von Ralsko (Standort) | Rollburg (Hrad Ralsko) | Burgruine Ralsko auf dem Rollberg (Ralsko) | 34703/5-3152 Info Katalog | weitere Bilder |

## Svojkov(Schwoika)
| Lage                               | Objekt                                               | Beschreibung                                                                      | ÚSKP-Nr.                  | Bild              |
| ---------------------------------- | ---------------------------------------------------- | --------------------------------------------------------------------------------- | ------------------------- | ----------------- |
| Svojkov (Standort)                 | Burg Svojkov (Hrad Svojkov)                          | Burgruine Svojkov (Felsenburg)                                                    | 35114/5-3325 Info Katalog | weitere Bilder    |
| Svojkov (Standort)                 | Felsenkapelle Modlivý důl (Skalní kaple Modlivý důl) | Felsenkapelle Modlivý důl                                                         | 27918/5-3320 Info Katalog | weitere Bilder    |
| Svojkov, u čp. 10 (Standort)       | Kapelle des hl. Wenzel                               | Große Wenzelskapelle                                                              | 34059/5-3321 Info Katalog | weitere Bilder    |
| Svojkov 63 (Standort)              | Bauernhaus Nr. 63                                    | Bauerngehöft. Das Gebäude existiert nicht mehr, der Denkmalschutz ist aufgehoben. | 53296/5-3323 Info Katalog | BW                |
| Svojkov 67 (Standort)              | Bauernhaus Nr. 67                                    | Bauerngehöft                                                                      | 32852/5-3324 Info Katalog | Bauernhaus Nr. 67 |
| Svojkov 77 (Standort)              | Wirtshaus                                            | Wirtshaus                                                                         | 22659/5-3326 Info Katalog | Wirtshaus         |
| Svojkov 92, osada Plesa (Standort) | Bauernhaus Nr. 92                                    | Bauerngehöft                                                                      | 30981/5-3327 Info Katalog | weitere Bilder    |

## Svor(Röhrsdorf)
| Lage                                    | Objekt                 | Beschreibung | ÚSKP-Nr.                  | Bild           |
| --------------------------------------- | ---------------------- | --- | ------------------------- | -------------- |
| Svor 54 (Standort)                      | Bauernhaus Nr. 54      | Bauerngehöft (Holzhaus), mit Satteldach und einer charakteristischen Längsgaube des Lausitzer Typs, von der Wende vom 18. zum 19. Jahrhundert, im nördlichen Teil des Dorfes. | 25872/5-3329 Info Katalog | weitere Bilder |
| Svor (Standort)                         | Dreifaltigkeitskapelle | Kapelle bzw. Kirche der hl. Dreifaltigkeit, spätbarocke Kapelle, im Bogen-Portal datiert 1788. | 26393/5-3328 Info Katalog | weitere Bilder |
| Svor, am Bach Boberský potok (Standort) | Mariensäule            | barocke Sandsteinsäule mit der Statue der Jungfrau Maria und Jesus stellt den ikonographischen Typus der Himmelskönigin und der Fürsprecherin dar. Gesamthöhe 3,4 m, davon Sockel und Sockel 1,4 m, Säule 1,45 m und eigene Statue 0,55 m. Der Sockel ist auf 1715 datiert zwischen der Nr. 2 und 199. Stifter der Säule war der Besitzer des Gehöfts Nr. 129 | 106367 Info Katalog       | weitere Bilder |
| Rousínov 19 (Morgenthau) (Standort)     | Wassermühle Nr. 19     | Das Areal der Wassermühle mit erhaltenem Antrieb im mittleren Teil der Siedlung. Der älteste, technisch schlecht erhaltene Teil des Mühlengebäudes stammt aus dem Jahr 1795, die beiden jüngeren Nebenflügel wurden renoviert. | 11959/5-5433 Info Katalog | weitere Bilder |
| Rousínov 39 (Standort)                  | Haus Nr. 39            | Holzhaus aus dem 19. Jahrhundert mit senkrechten Schalgiebeln und einem Satteldach. | 18786/5-3331 Info Katalog | weitere Bilder |
| Rousínov 40 (Standort)                  | Haus Nr. 40            | Holzhaus aus dem 19. Jahrhundert mit senkrechten Schalgiebeln und einem Satteldach. | 45505/5-3332 Info Katalog | weitere Bilder |
| Rousínov 62 (Standort)                  | Holzhaus Nr. 62        | Schule, eingeschossiges Holzhaus mit untypisch vierteiligem Grundriss wurde 1876 als städtische Schule errichtet. Das Gebäude ist eines der wenigen erhaltenen Beispiele für Schulen in Holzbauweise in Nordböhmen und enthält eine Reihe von authentisch erhaltenen Elementen.                                                                               | 25720/5-3333 Info Katalog | weitere Bilder |

## Tachov(Tacha)
| Lage                 | Objekt          | Beschreibung                | ÚSKP-Nr.                  | Bild            |
| -------------------- | --------------- | --------------------------- | ------------------------- | --------------- |
| Tachov 38 (Standort) | Holzhaus Nr. 38 | Bauerngehöft mit Längsgaube | 27952/5-3335 Info Katalog | Holzhaus Nr. 38 |

## Velký Valtinov(Groß Walten)
| Lage                                    | Objekt                                      | Beschreibung                                     | ÚSKP-Nr.                  | Bild           |
| --------------------------------------- | ------------------------------------------- | ------------------------------------------------ | ------------------------- | -------------- |
| Velký Valtinov 9, Františkov (Standort) | Schlösschen – Bauernhof Nr. 9               | Schlösschen – Bauernhof                          | 28065/5-3375 Info Katalog | weitere Bilder |
| Velký Valtinov 15, st. 44 (Standort)    | Bauernhaus Nr. 15                           | Bauerngehöft                                     | 47057/5-3382 Info Katalog | weitere Bilder |
| Velký Valtinov 20 (Standort)            | Bauernhaus Nr. 20                           | Bauerngehöft, zerstört. Denkmalschutz aufgehoben | 29477/5-3377 Info Katalog | weitere Bilder |
| Velký Valtinov 40 (Standort)            | Schloss Velký Valtinov                      | Schlossruine, eingezäunt, unzugänglich           | 40325/5-3378 Info Katalog | weitere Bilder |
| Velký Valtinov (Standort)               | Nepomukkirche (Kostel sv. Jana Nepomuckého) | Pfarrkirche des hl. Johannes von Nepomuk         | 34513/5-3379 Info Katalog | weitere Bilder |
| Velký Valtinov (Standort)               | Skulpturengruppe Kalvarie                   | Skulpturengruppe am Kalvarienberg                | 19477/5-3380 Info Katalog | weitere Bilder |
| Velký Valtinov (Standort)               | Feste Tlustec (Tvrz Tlustec)                | Feste Tlustec                                    | 86939/5-5607 Info Katalog | weitere Bilder |

## Volfartice(Wolfersdorf)
| Lage                              | Objekt                                                | Beschreibung                        | ÚSKP-Nr.                  | Bild                                |
| --------------------------------- | ----------------------------------------------------- | ----------------------------------- | ------------------------- | ----------------------------------- |
| Volfartice (Standort)             | Peter- und Paul-Kirche (Kostel svatých Petra a Pavla) | Pfarrkirche der hl. Peter und Paul  | 17439/5-3388 Info Katalog | weitere Bilder                      |
| Volfartice 68 (Standort)          | Bauernhaus Nr. 68                                     | Bauerngehöft                        | 16300/5-3387 Info Katalog | Bauernhaus Nr. 68                   |
| Volfartice 124 (Standort)         | Bauernhaus Nr. 124                                    | Bauerngehöft                        | 27877/5-3389 Info Katalog | Bauernhaus Nr. 124                  |
| Volfartice 195 (Standort)         | Obere Feste (Horní tvrz)                              | Obere Feste                         | 11030/5-5696 Info Katalog | weitere Bilder                      |
| Volfartice (Standort)             | Statue des hl. Johannes von Nepomuk                   | Statue des hl. Johannes von Nepomuk | 21314/5-3390 Info Katalog | Statue des hl. Johannes von Nepomuk |
| Nová Ves 65 (Neudörfl) (Standort) | Schule                                                | Schule                              | 23743/5-3392 Info Katalog | weitere Bilder                      |

## Vrchovany(Wrchhaben)
| Lage                                          | Objekt                                                    | Beschreibung                                     | ÚSKP-Nr.                  | Bild              |
| --------------------------------------------- | --------------------------------------------------------- | ------------------------------------------------ | ------------------------- | ----------------- |
| Vrchovany 3 (Standort)                        | Bauernhaus Nr. 3                                          | Bauerngehöft                                     | 40868/5-3400 Info Katalog | Bauernhaus Nr. 3  |
| Vrchovany 4 (Standort)                        | Bauernhaus Nr. 4                                          | Bauerngehöft                                     | 26797/5-3398 Info Katalog | Bauernhaus Nr. 4  |
| Vrchovany 24, při silnici na Dubou (Standort) | Bauernhaus Nr. 24                                         | Bauerngehöft                                     | 32035/5-3399 Info Katalog | Bauernhaus Nr. 24 |
| Vrchovany 30 (Standort)                       | Bauernhaus Nr. 30                                         | Bauerngehöft                                     | 27771/5-3401 Info Katalog | Bauernhaus Nr. 30 |
| Vrchovany 31 (Standort)                       | Bauernhaus Nr. 31                                         | Bauerngehöft                                     | 33630/5-3397 Info Katalog | Bauernhaus Nr. 31 |
| Vrchovany 40 (Standort)                       | Bauernhaus Nr. 40                                         | Bauerngehöft                                     | 54629/5-3395 Info Katalog | Bauernhaus Nr. 40 |
| Vrchovany 41 (Standort)                       | Bauernhaus Nr. 41                                         | Bauerngehöft                                     | 29013/5-3396 Info Katalog | Bauernhaus Nr. 41 |
| Vrchovany (Standort)                          | Burg Starý Berštejn (Hrad Starý Berštejn)                 | Burgruine Starý Berštejn aus dem 15. Jahrhundert | 31978/5-3394 Info Katalog | weitere Bilder    |
| Vrchovany (Standort)                          | Kapelle Mariä Himmelfahrt (Kaple Nanebevzetí Panny Marie) | Kapelle Mariä Himmelfahrt                        | 25827/5-3393 Info Katalog | weitere Bilder    |